# タルゴIV
タルゴIV（Talgo IV、Talgo Series 4）は、スペインのタルゴ社が開発した連接式客車の名称。同社が製造していた客車から構造を一新し、車体傾斜機構を始めとした多数の新機軸の技術が導入された。

## 概要
長年に渡り増備が続いたタルゴIIIに代わり、1970年代以降の技術の進歩を取り入れた車種。下記の要素を導入した事で従来のタルゴIIIから車体をはじめとした構造を一新し、以降のタルゴの標準型車両となった。最高速度は180 km/hであった。

### 車体傾斜機構
スペイン国内はピレネー山脈、シエラネバダ山脈を始め山地や丘陵が多数存在する事から鉄道路線には曲線が多く設けられており、速度向上における長年の課題となっていた。そこで、1970年代から速度を抑える事無く曲線区間を走行する事ができる車体傾斜式車両の研究が始まり、タルゴIVにおいて本格採用が実施された。
タルゴIVに採用されたのは、台車の懸架装置の位置を車両全体の中心よりも高い位置に設置する事で、曲線通過時に車体が4度傾斜する自然振子式と呼ばれる方法であり、曲線通過時の超過遠心力が従来の車両の0.65 - 1.0 m/s2から1.2 m/s2に向上している。また、衝撃を緩和するダンパーシステムの刷新も行われており、振り戻しを始めとした乗り物酔いの原因となる有害な振動を防いでいる。
これらの特徴から、タルゴIVはスペイン語で「振り子」と言う意味の単語を加えたタルゴ・ペンデュラー（talgo Pendular）と呼ばれる事もある。

### 車体設計の一新
アルミニウム合金の加工技術の進歩に伴い、タルゴIVは車体構造が一新され、押形加工を基本とした全溶接構造の直方体型の車体形状に改められた。また、車体長もタルゴIIIから伸び、前後に連結される車両は車体長12,170 mm、中間車両は13,140 mmとなった。

### 連結運転の自由化
タルゴIIIを含めた従来のタルゴ客車は、連結器の形状や補助電源の供給などの事情から専用のディーゼル機関車と連結する運用を基本とし、他の機関車との連結運転を可能としたタルゴIII RDについても1軸車輪の動作をガイドする特殊な緩衝器が設置されている事から連結可能な機関車が限られていた。一方、タルゴIVは前後車両の端部の台車構造を改良する事で緩衝器の制限をなくした他、列車内の補助電源を供給可能な発電機が設置された電源車を連結する事により、全ての機関車と連結可能な設計となった。
ただしタルゴIVには専用のディーゼル機関車が製造されており、354形と名付けられたディーゼル機関車が1983年以降から2009年まで使用された。

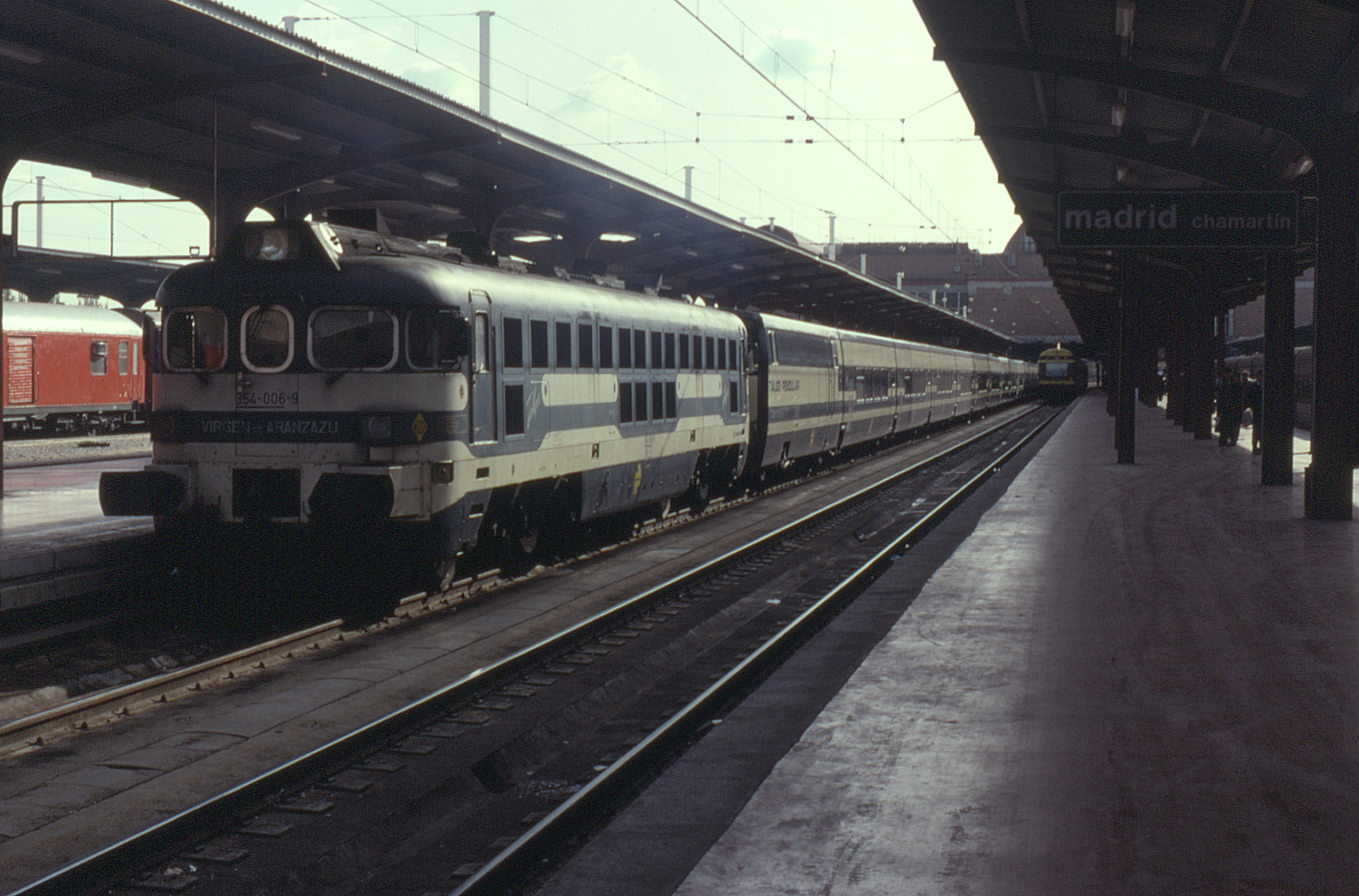
354形 + タルゴIV（1991年撮影）

## 主要諸元

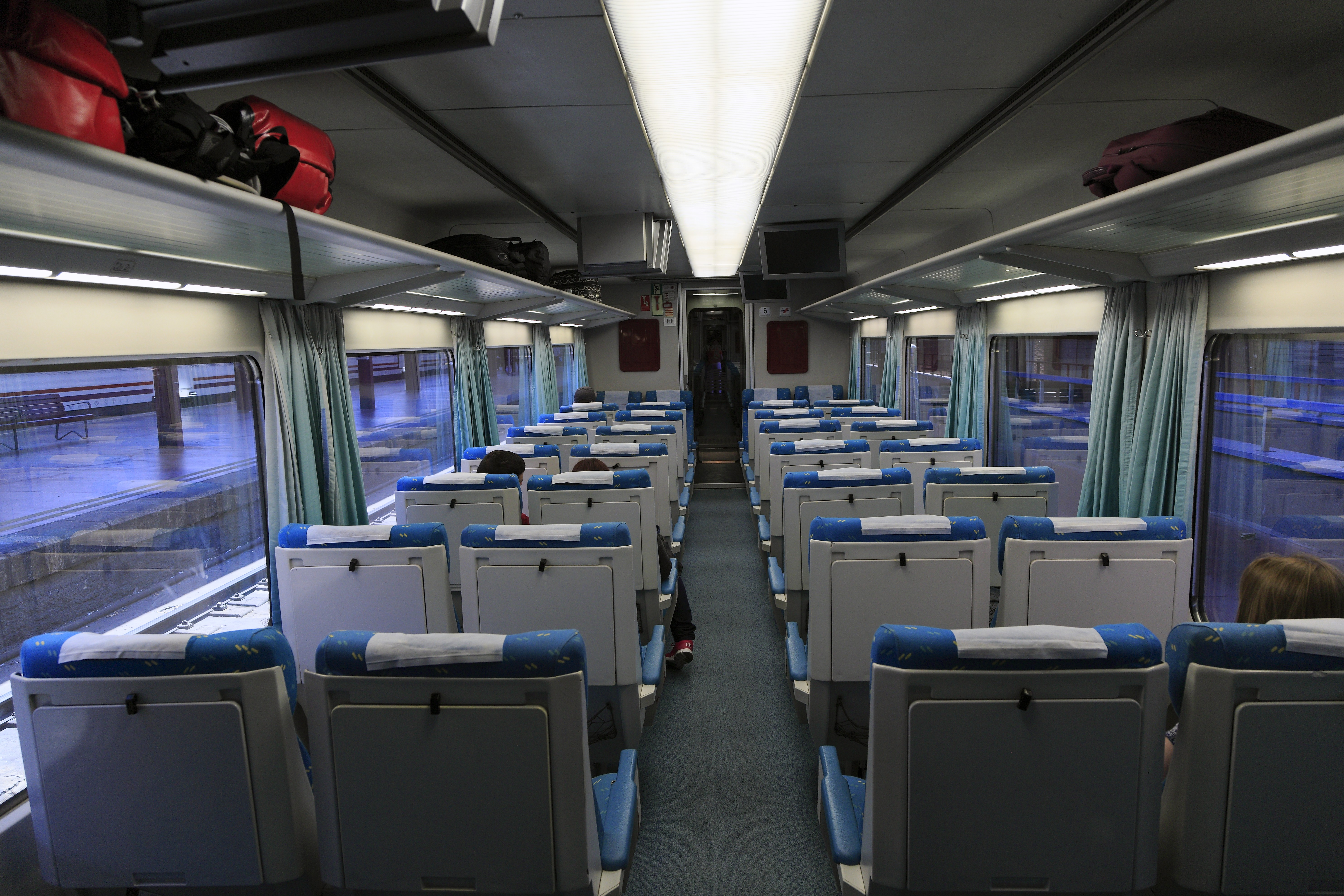
車内（二等座席車）

| タルゴIV 主要諸元 | タルゴIV 主要諸元 | タルゴIV 主要諸元 | タルゴIV 主要諸元 | タルゴIV 主要諸元               |
| 形式              | 車種              | 定員              | 重量              | 備考                            |
| ----------------- | ----------------- | ----------------- | ----------------- | ------------------------------- |
| TA4 401           | 一等座席車        | 26人              | 12.3t             |                                 |
| TB4 402           | 二等座席車        | 36人              | 12.6t             |                                 |
| TWL4g 403         | 一等寝台車        | 12人              | 13.6t             | 2人用個室を設置                 |
| TWL4u 404         | 二等寝台車        | 20人              | 13.0t             | 4人用個室を設置                 |
| TC4 406           | カフェ車          | 0人               | 12.4t             | 10人分の座席を設置 供食設備あり |
| TB4z 408          | 二等座席車        | 24人              | 16.4t             | 編成の端に連結                  |
| TR4 410           | 食堂車            | 0人               | 12.0t             | 30人分の座席を設置 供食設備なし |
| TG4z 411          | 電源車            | 0人               | 19.3t             | 編成の端に連結                  |
| TG4 412           | 電源車            | 0人               | 16.8t             | 編成の端に連結                  |
| TWL4g 423         | 一等寝台車        | 10人              | 13.9t             | 化粧室付き2人用個室を設置       |
| TA4L 631          | ラウンジカー      | 0人               | 12.3t             |                                 |
| TZ4               | 子供用車両        | 0人               | ？                |                                 |

## 運用
1980年7月15日にマドリッド - サラゴサ間で営業運転が開始され、その後はマドリッドを中心とした各方面の列車に導入された。当初は昼行列車のみであったが後年には寝台列車への導入も行われ、1986年にスペイン国内の最高速度が160 km/hへと引き上げられた。以降もスペインやポルトガルで運行していたが、2021年5月16日を最後に営業運転から撤退した。
その後、欧州鉄道年である2021年を記念した特別列車である「コネクティング・ヨーロッパ・エクスプレス」（Connecting Europe Express）のうち、最初の運行区間であるポルトガル - スペイン間にこのタルゴIVが充当され、2021年9月2日には出発駅であるリスボンのオリエンテ駅で記念式典も実施された。

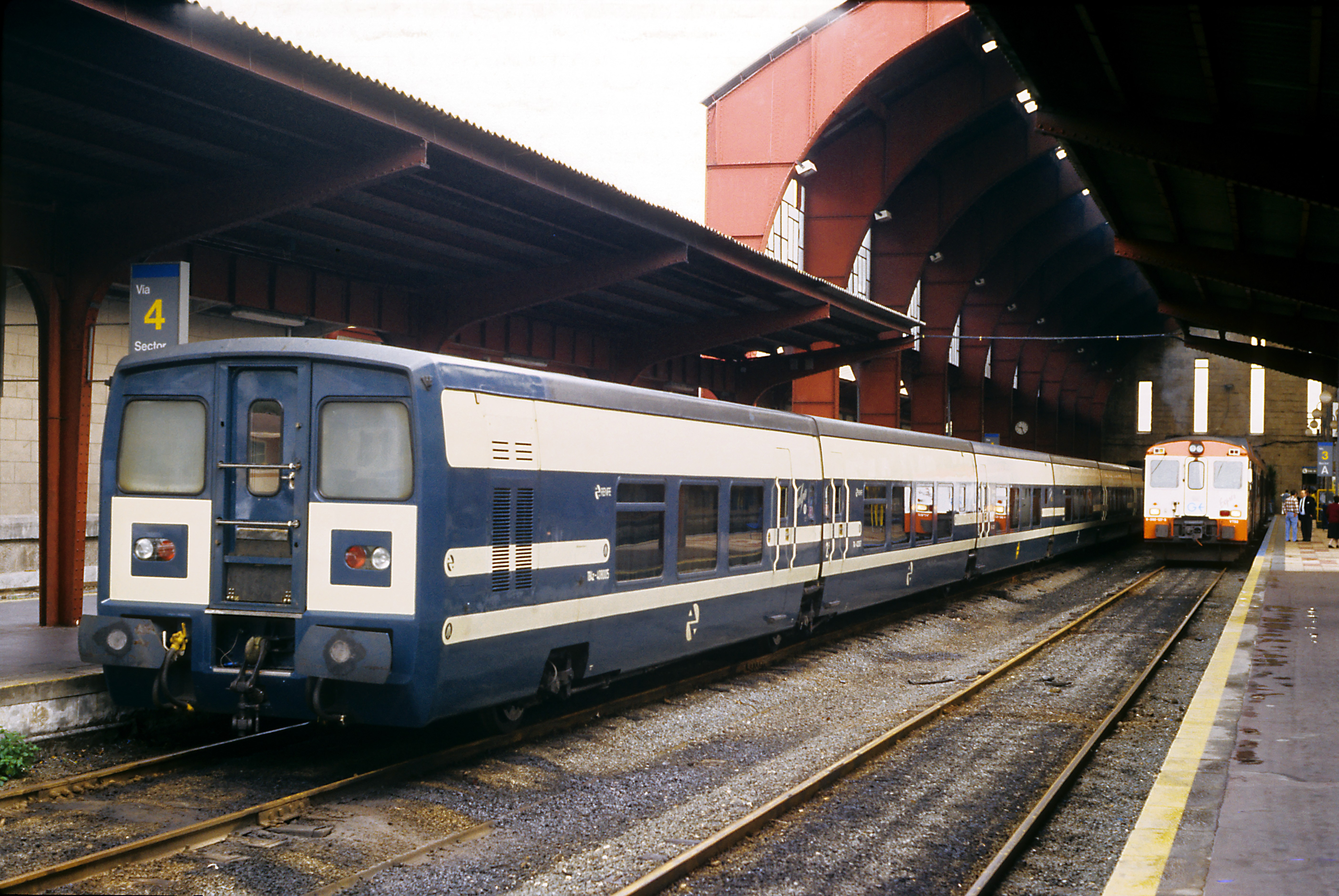
駅に停車するタルゴIV（左） （1994年撮影）
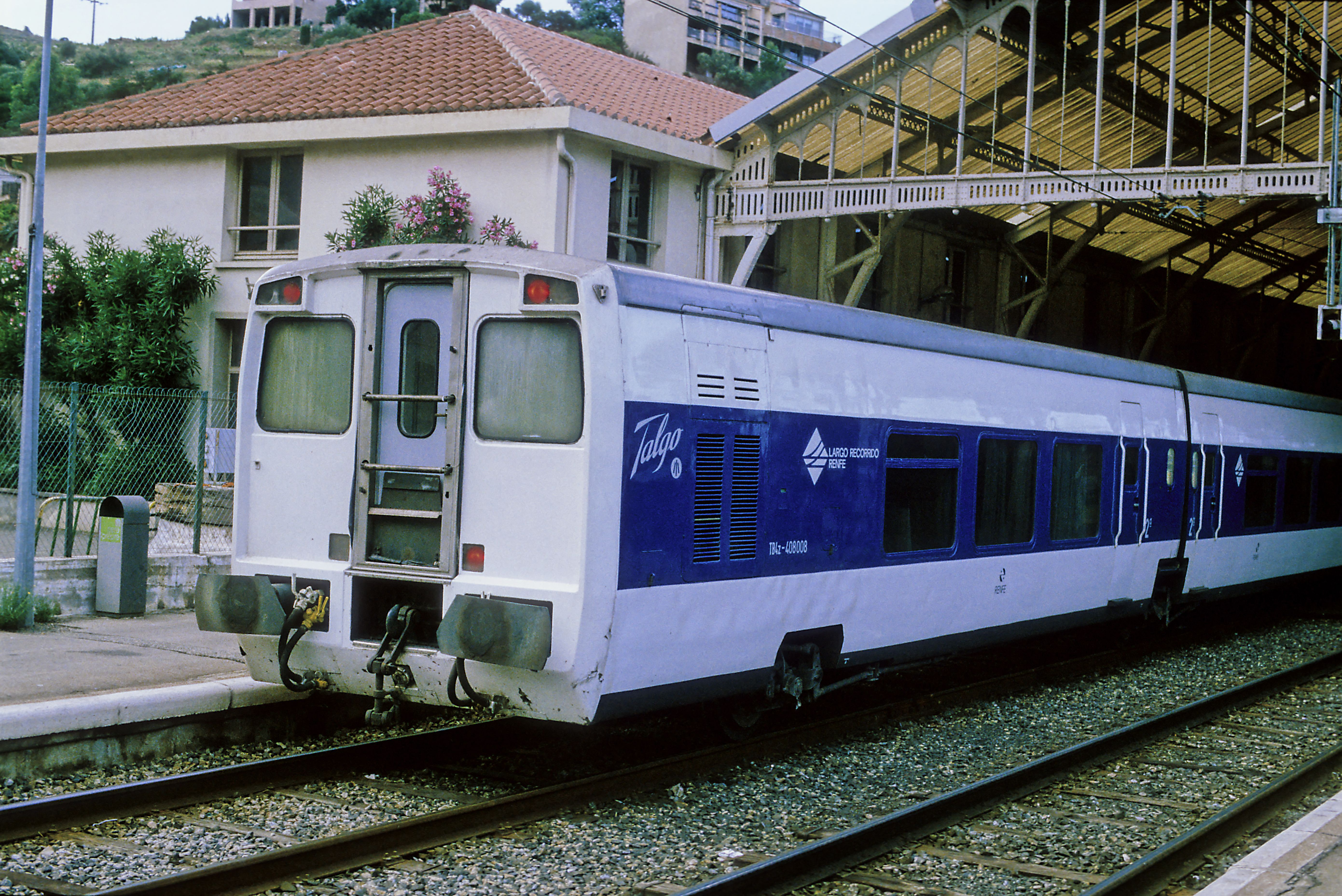
塗装が変更されたタルゴIV（1997年撮影）
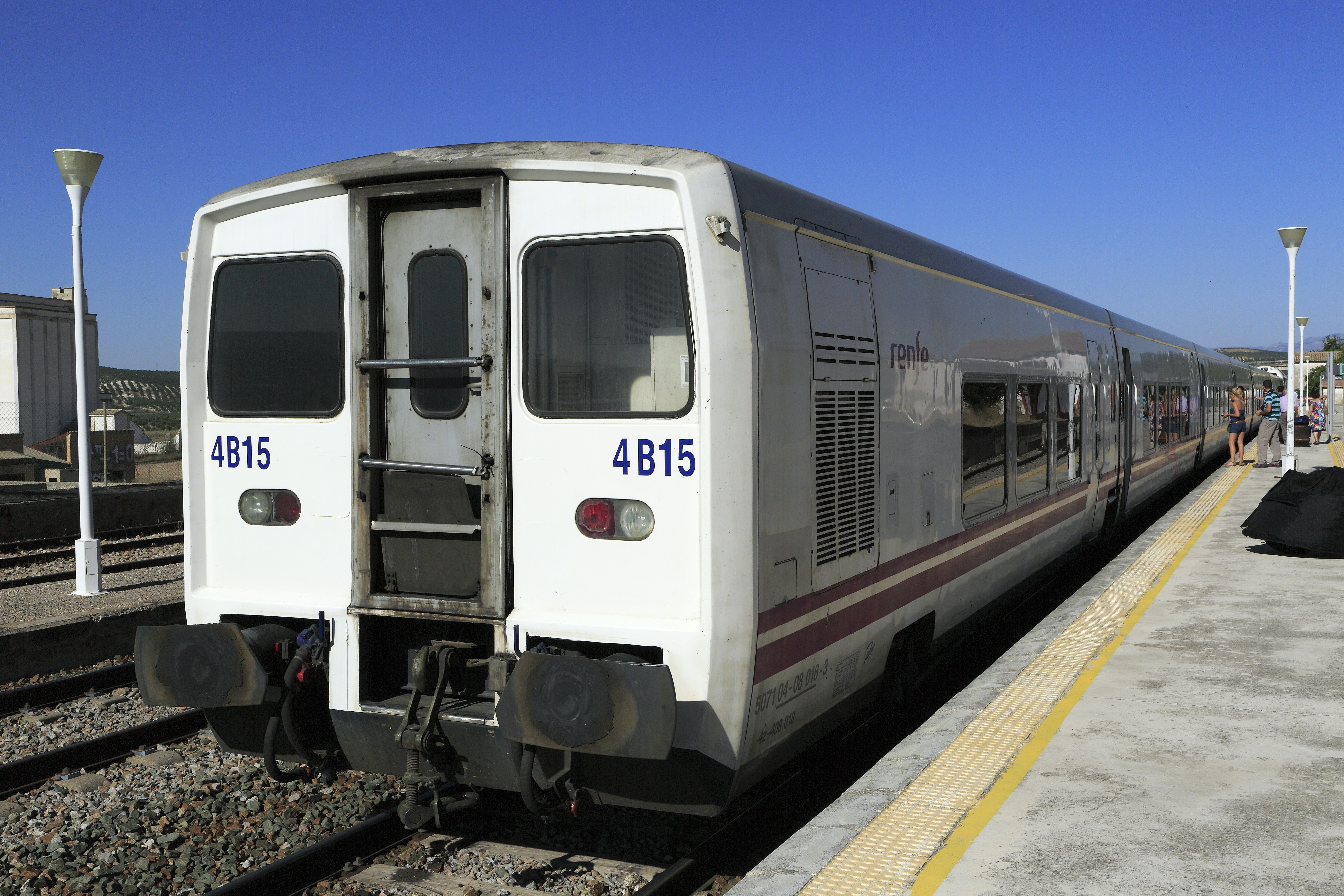
2000年代以降の塗装のタルゴIV（2015年撮影）
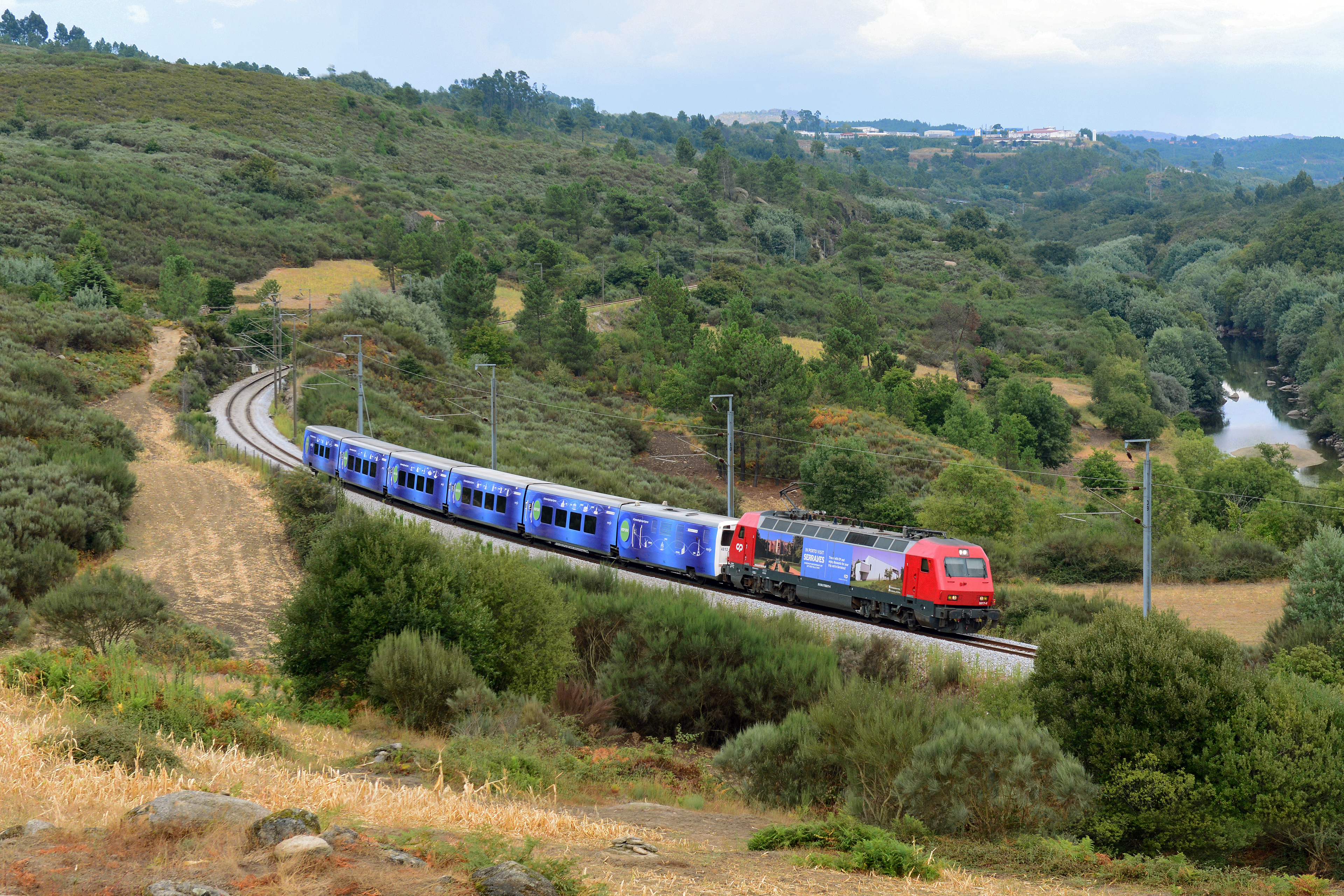
コネクティング・ヨーロッパ・エクスプレスに使用されるタルゴIV（2021年撮影）

## 譲渡

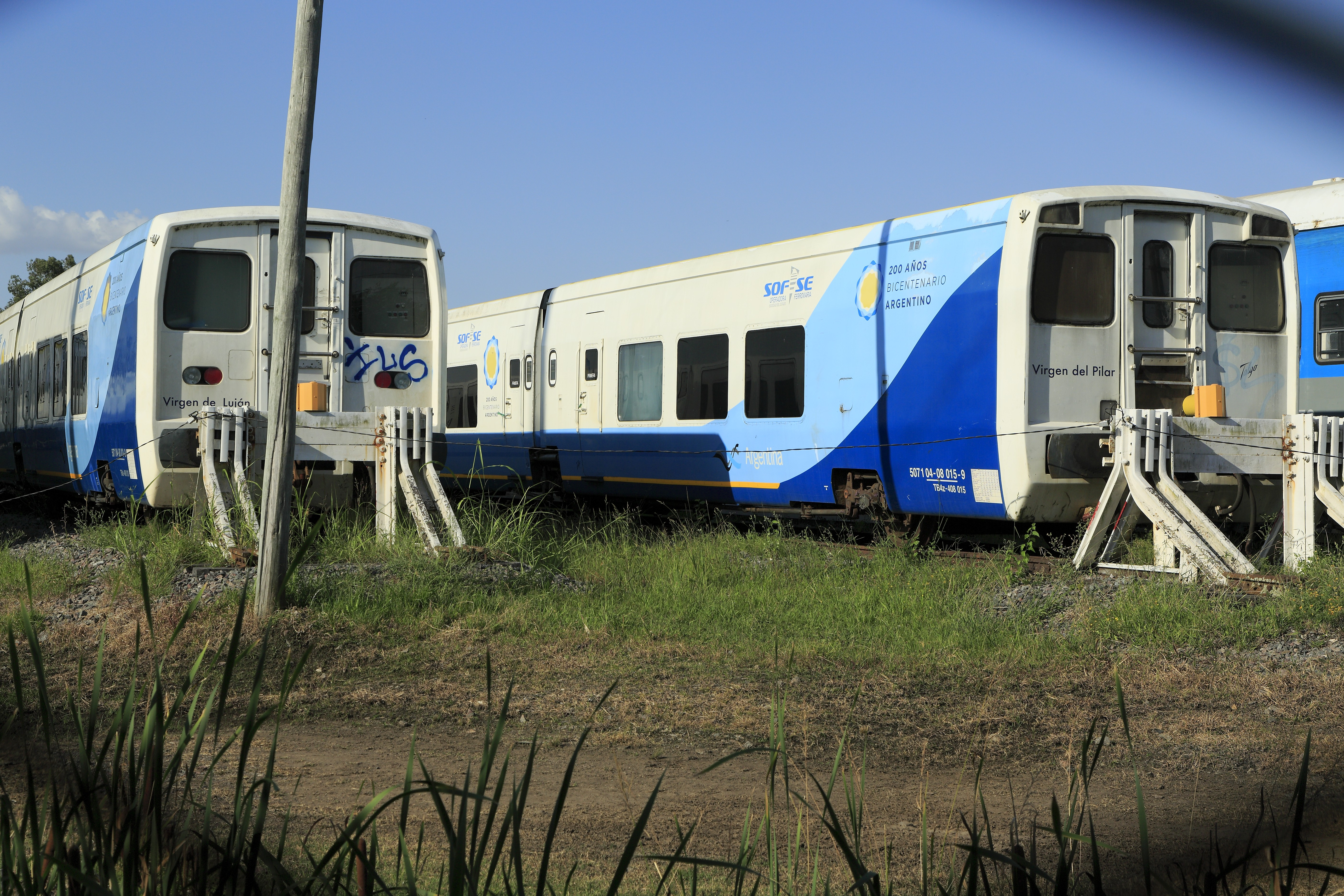
車庫で長期間留置されているアルゼンチン国鉄のタルゴIV（2019年撮影）

レンフェの路線で使用されていたタルゴIVのうち、4編成（9両編成4本）については2010年から2011年にかけてディーゼル機関車と共にアルゼンチンへ譲渡された。これに合わせてアルゼンチンで用いられる軌間（1,676 mm）への適合工事に加えて内装の改良工事も実施された。首都であるブエノスアイレスとマル・デル・プラタを結ぶ経路で2011年7月から営業運転を開始したが、線路を始めとしたインフラの劣化による事故が多発した事やタルゴ社とアルゼンチン現地企業の間の保守契約が更新されなかった結果、僅か1年後の2012年11月に営業運転を離脱し、長期に渡る留置が行われる事態となった。
その後、2016年から2018年および2020年初頭に営業運転の再開が計画されたが、経済の悪化や新型コロナウイルス感染症（COVID-19）の影響により実現しなかった。だが2021年以降、タルゴ社との本格的な対談を始めとしたブエノスアイレスとロサリオを結ぶ系統への再導入計画が本格的に進められており、同路線における輸送力増強が図られる事になっている。この営業運転に投入されるのは2編成の予定で、残りの休止中の2編成から車両を追加する形で編成の増結が行われる事になっており、以下の車両で組成された11両編成が組まれる。
- 電源車 - 1両
- カフェ車 - 1両
- ツーリストクラス座席車（Turista） - 7両
  - ツーリストクラス座席車のうち6両は定員36人、1両は定員24人。
- プリファレンスクラス座席車（Preferente） - 2両
  - 定員26人。

## 発展車両
- タルゴV（Talgo 5） - 1981年に運行を開始したマドリッド - パリ間の夜行列車用に導入された形式。タルゴIVと同様の構造や機構に加えて、軌間が異なる区間を走行するために軌間可変機構が搭載されている[17]。
- タルゴVI（Talgo 6） - タルゴIV・タルゴVを基に、最高速度を200 km/hへと向上させた形式。「タルゴ200」とも呼ばれる[18][19]。